# Хайнрих XXX (Ройс-Гера)
Хайнрих XXX фон Ройс-Гера (на немски: Heinrich XXX, Graf Reuss zu Gera; 24 април 1727 в Гера; † 26 април 1802 в Гера) от младара линия на род Ройс е граф и господар на Ройс-Гера. Той управлява от 1748 до 1802 г.
Той е единственият син на граф Хайнрих XXV фон Ройс-Гера (1681 – 1748) и втората му съпруга пфалцграфиня София Мария фон Биркенфелд-Гелнхаузен (1702 – 1761), дъщеря на пфалцграф Йохан Карл фон Биркенфелд-Гелнхаузен (1638 – 1704) и морганатичен брак Естер Мария фон Витцлебен (1665 – 1725). . Внук е на граф Хайнрих IV Ройс-Гера (1650 – 1686) и съпругата му Анна Доротея фон Шварцбург-Зондерсхаузен (1645 – 1716).
Сестра му Хенриета Ройс-Гера (1723 – 1789) се омъжва на 21 ноември 1746 г. в Гера за граф Фридрих Бото фон Щолберг-Росла (1714 – 1768). за граф Фридрих Бото фон Щолберг-Росла (1714 – 1768).
Хайнрих построява за десет месеца отново за 4 300 гулден църквата „Св. Салватор“ за десет месеца, която е осветена на 25 декември 1782 г.
Хайнрих XXX фон Ройс-Гера умира бездетен на 75 години на 26 април 1802 г. в Гера и е погребан там на 5 май 1802 г. в църквата „Св. Салватор“.

## Фамилия
Хайнрих XXX фон Ройс-Гера се жени на 28 октомври 1773 г. в Хунген, Гисен за братовчедката си пфалцграфиня Луиза Кристиана фон Пфалц-Гелнхаузен (* 17 август 1748, Гелнхаузен; † 31 януари 1829, Гера), дъщеря на чичо му пфалцграф и херцог Йохан фон Пфалц-Гелнхаузен (1698 – 1780) и София Шарлота фон Залм (1719 – 1770), внучка на пфалцграф Йохан Карл фон Биркенфелд-Гелнхаузен (1638 – 1704) и Естер Мария фон Витцлебен (1665 – 1725). Бракът е бездетен.